# Alexander Sergejewitsch Below
Alexander Sergejewitsch Below (russisch Александр Сергеевич Белов, wiss. Transliteration Aleksandr Sergeevič Belov; * 11. September 1981 in Ufa, Sowjetunion) ist ein russischer Skispringer.

## Werdegang
Alexander Below sprang sein erstes internationales Springen im Rahmen des Teamspringens beim Sommer-Grand-Prix am 5. August 2000 in Hinterzarten, welches er gemeinsam mit Ildar Fatkullin, Dmitri Wassiljew und Anton Kalinitschenko auf dem 6. Platz beendete.
Am 1. Januar 2001 sprang Below erstmals im Skisprung-Weltcup beim Neujahrsspringen der Vierschanzentournee 2000/01 in Garmisch-Partenkirchen. Er beendete dieses Springen auf der Großschanze auf dem 40. Platz.
Bei den Olympischen Winterspielen 2002 sprang er auf der Großschanze im Utah Olympic Park in Salt Lake City auf den 50. und damit letzten Platz. Seit den Spielen startete er nur noch im Skisprung-Continental-Cup sowie ab 2001 bei FIS-Rennen. Seit 2003 hat er kein internationales Springen mehr absolviert und springt nur noch bei nationalen Springen.